# دانيال بورنهام

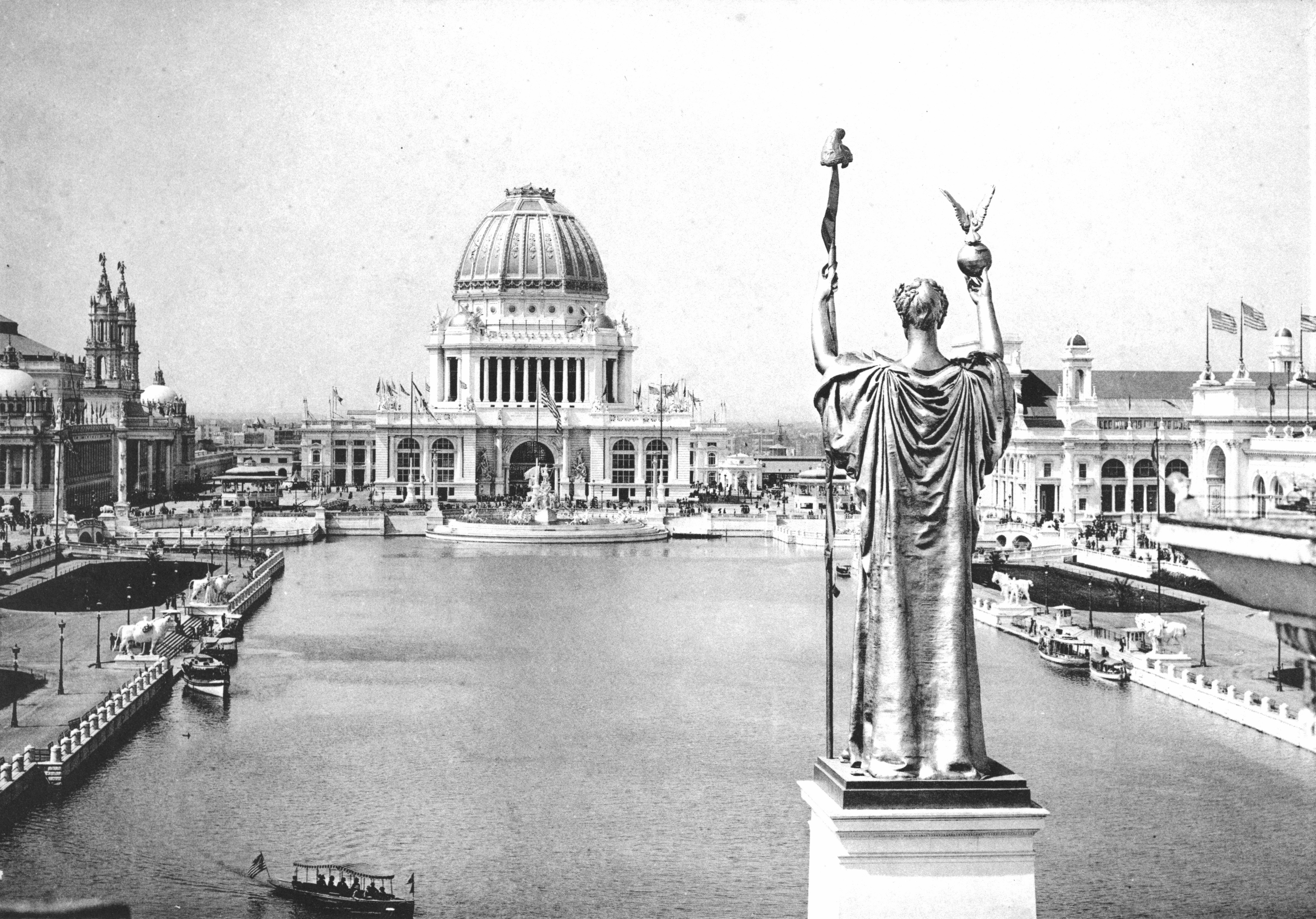
محكمة الشرف و غراند باسين، المعرض الكولومبي العالمي

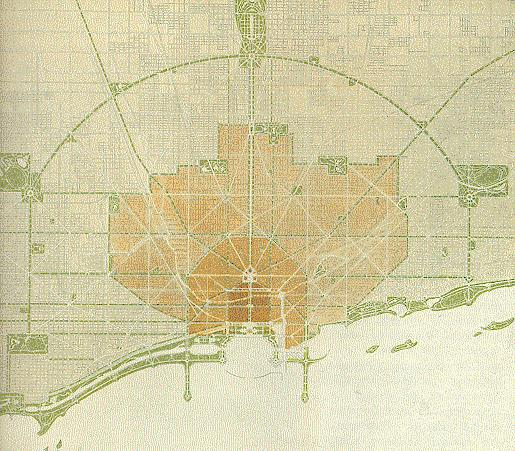
تخطيط بورنهام لوسط مدينة شيكاغو

دانيال هدسون بورنهام (بالإنجليزية: Daniel Burnham)، زميل المعهد الأمريكي للمهندسين المعماريين (4 سبتمبر 1846 - 1 يونيو 1912) كان مهندس معماري أمريكي ومصمم حضري. شغل منصب مدير أعمال المعرض الكولومبي العالمي في شيكاغو،
لعب بورنهام دورا رائدا في وضع خطط رئيسية لتطوير عدد من المدن، بما في ذلك شيكاغو ومانيلا ووسط مدينة واشنطن، كما صمم العديد من المباني الشهيرة، بما في ذلك مبنى المكواة ذات الشكل الثلاثي في مدينة نيويورك، محطة الاتحاد في واشنطن العاصمة، ومبنى ناطحة سحاب برج شركة كونتيننتال تروست في بالتيمور (جنوب كالفيرت الآن)، وعدد من ناطحات السحاب البارزة في شيكاغو.

## النشأة
ولد بورنهام في هندرسون، نيويورك، ونشأ في شيكاغو، إلينوي. وضعاه والديه تحت تعاليم سويدنبورجيان المسمى بالكنيسة الجديدة، التي أصلّت فيه الاعتقاد القوي بأن الرجل يجب أن يسعى جاهدا ليكون في خدمة الآخرين.
بعد فشل اختبارات القبول لكل من هارفارد وييل وفترة غير ناجحة في السياسة، تدرب بورنهام كرسام تحت إشراف ويليام ليبارون جيني.

## الحياة العملية
في سن 26، انتقل بورنهام إلى مكاتب شيكاغو التابعة لكارتر، ودريك، ووايت، حيث التقى شريك الأعمال في المستقبل جون ويلبورن روت (1850-1891).

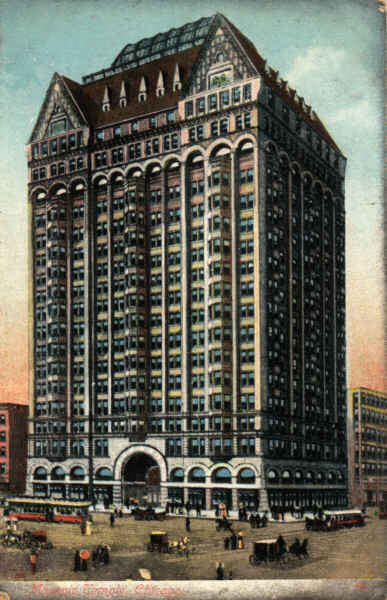
مبنى المعبد الماسوني، شيكاغو

كان بورنهام وروت مهندسي واحدة من أولى ناطحات السحاب الأمريكية: مبنى المعبد الماسوني في شيكاغو. يبلغ 21 طابق و 302 قدم، والادعاءات تذهب إلى أن المعبد كان أطول مبنى في وقتها، ولكن تم هدمه في عام 1939. تحت تأثير تصميم روت، أنتجت الشركة المباني الحديثة كجزء من مدرسة شيكاغو. بعد وفاة روت المبكرة بسبب الالتهاب الرئوي في عام 1891، أصبحت الشركة تعرف باسم د.هـ. بورنهام وشركاه

### المعرضالكولومبيالعالمي
وكان بورنهام وروت قد قبلوا مسؤولية الإشراف على تصميم وبناء المعرض الكولومبي العالمي في شيكاغو في حديقة جاكسون العامة على جنوب البحيرة. أكبر معرض في العالم حتى ذلك التاريخ (1893)، احتفل بالذكرى السنوية الـ400 لرحلة كريستوفر كولومبوس الشهيرة. بعد وفاة روت المفاجئة وغير المتوقعة، قام فريق من المهندسين المعماريين الأمريكيين البارزين والمهندسين المعماريين المناظرين، بما في ذلك بورنهام وفريدريك لو أولمستيد وتشارلز ماكيم ولويس سوليفان، بتغيير نمط روت الحديث والملون جذريا إلى أسلوب النهضة الكلاسيكية. وتحت إشراف برنهام، تجاوز بناء المعرض عقبات مالية ولوجستية ضخمة، بما في ذلك الذعر المالي في جميع أنحاء العالم والإطار الزمني الضيق للغاية، ليتم الافتتاح في الوقت المحدد
يعتبر المثال الأول من وثيقة التخطيط الشامل في البلاد، وكانت أرض المعارض مكتملة بالشوارع الكبرى، وواجهات المباني الكلاسيكية، والحدائق المورقة. في كثير من الأحيان تسمى «المدينة البيضاء»، وشاعت العمارة الكلاسيكية الجديدة في خطة بيو-أرتس الضخمة والعقلانية. وسرعان ما طلب العملاء المتبقون من المهندسين المعماريين في الولايات المتحدة لإدراج عناصر مماثلة في تصاميمهم

### تخطيط المدن و"خطة شيكاغو

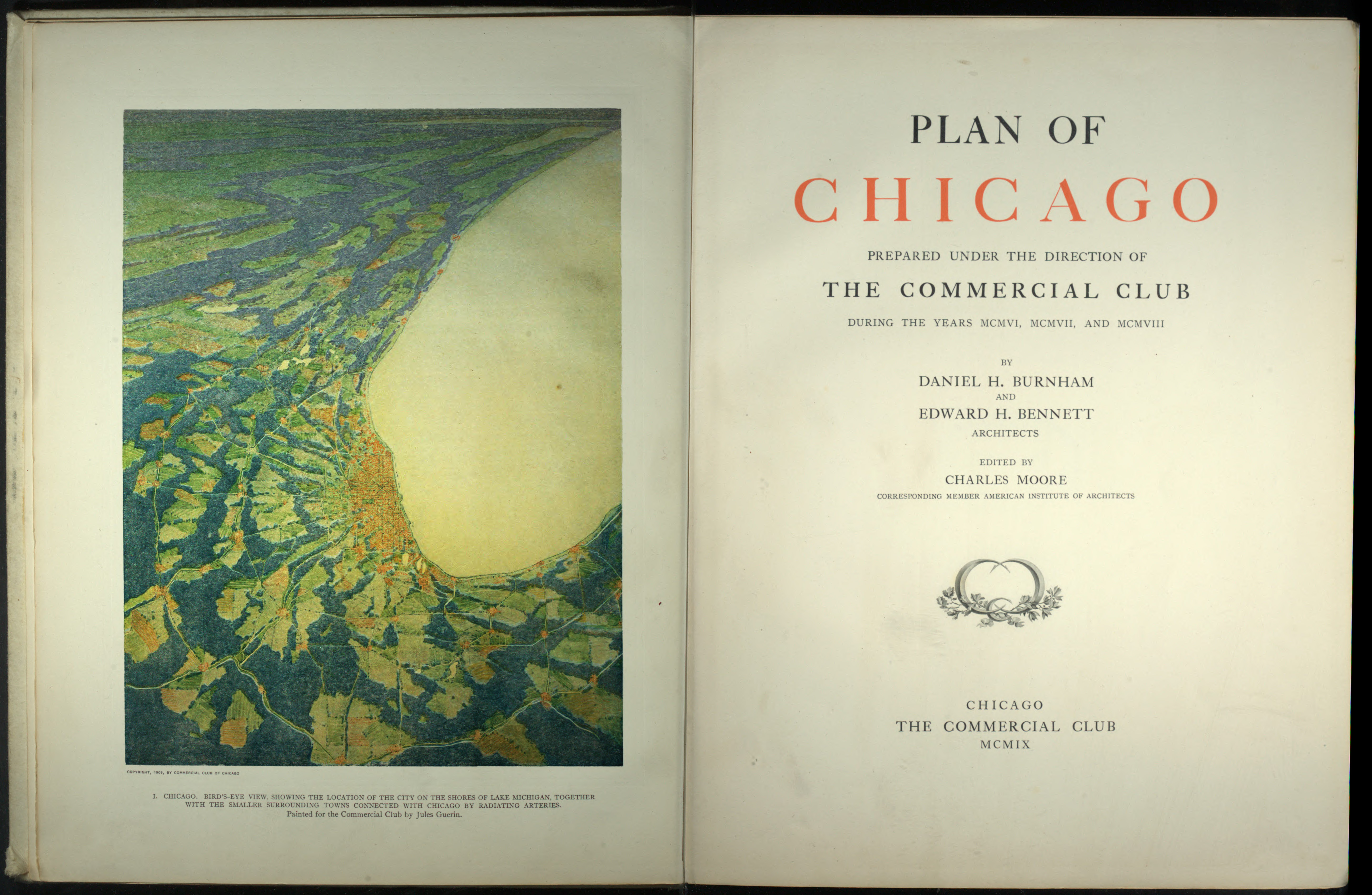
صفحة العنوان للطبعة الأولى

بدأ في عام 1906 ونشر في عام 1909، أعد بورنهام ومؤلفه المشارك إدوارد هـ. بينيت «خطة شيكاغو»، التي وضعت خططا لمستقبل المدينة. وكانت هذه أول خطة شاملة للنمو الخاضع للمراقبة في مدينة أمريكية، ونمو للحركة الجميلة للمدينة. وتضمنت الخطة مقترحات طموحة للبحيرة والنهر وأعلنت أن كل مواطن يجب أن يكون على مسافة قريبة من الحديقة. برعاية نادي شيكاغو التجاري، تبرع بورنهام بخدماته على أمل تعزيز قضيته الخاصة
جاءت خطط وتصاميم مفاهيمية للبحيرة الجنوبية من المعرض في متناول اليدين، كما كان تصور شيكاغو كونها «باريس على المرج». المباني العامة المستوحاة من فرنسا، والنوافير، والشوارع المشعة من قصر البلدية المركزي ذو القبة، أصبحت خلفية شيكاغو الجديدة. على الرغم من أن أجزاء فقط من الخطة تم تنفيذها بالفعل، إلا أنها وضعت معيارا للتصميم الحضري، وتوقعت الحاجة المستقبلية للسيطرة على النمو الحضري غير المتوقع، واستمرت في التأثير على تطور شيكاغو بعد فترة طويلة من وفاة بيرنهام
لم تتوقف مشاريع تخطيط المدن في شيكاغو على الرغم من ذلك. وقد ساهم بورنهام سابقا في خطط لمدن مثل كليفلاند (خطة المجموعة 1903)، سان فرانسيسكو (1905)، ومانيلا (1905)، وباجيو في الفلبين، وتظهر تفاصيلها في «خطة شيكاغو» لعام 1909. تم تسليم خططه لإعادة تصميم سان فرانسيسكو إلى مجلس المشرفين في سبتمبر 1905، ولكن في عجل لإعادة بناء المدينة بعد زلزال عام 1906 والحرائق، تم تجاهل الخطط في نهاية المطاف. لم تتحقق خطة مانيلا بشكل كامل بسبب اندلاع الحرب العالمية الثانية ونقل العاصمة إلى مدينة أخرى بعد الحرب. وتشمل عناصر الخطة التي جاءت في ثمارها الطريق الشاطئي الذي أصبح شارع ديوي (المعروف الآن باسم شارع روكساس) ومختلف المباني الحكومية الكلاسيكية الجديدة حول حديقة لونيتا، التي تشبه إلى حد كبير نسخة مصغرة من العاصمة واشنطن.
في واشنطن العاصمة، فعل بورنهام الكثير لتشكيل خطة ماكميلان 1901، مما أدى إلى الانتهاء من التصميم العام للمول الوطني. ولجنة مجلس الشيوخ، أو لجنة ماكميلان، التي أنشأها السناتور جيمس ماكميلان ميشيغان، جمعت بورنهام وثلاثة من زملائه من المعرض الكولومبي العالمي، المهندس المعماري تشارلز فولن ماكيم، ومهندس المناظر الطبيعية فريدريك لو أولمستيد الابن، والنحات أوغسطس سانت غودنز. وبتجاوز رؤية بيير لو إنفانت الأصلية للمدينة، نصت الخطة على تمديد المول خارج نصب واشنطن إلى نصب لنكولن التذكاري الجديد و «البانتيون» الذي تم إنجازه في نهاية المطاف على أنه نصب جيفرسون التذكاري. وشملت هذه الخطة استصلاحا كبيرا للأراضي من المستنقعات ونهر بوتوماك، ونقل محطة السكك الحديدية الموجودة في الموقع، الذي حل محلها تصميم بورنهام الخاص بمحطة الاتحاد. نتيجة خدمته في لجنة ماكميلان، في عام 1910 تم تعيين بورنهام عضوا وأول رئيس للجنة الولايات المتحدة للفنون الجميلة، مما يساعد على ضمان تنفيذ رؤية خطة ماكميلان. خدم بورنهام في اللجنة حتى وفاته في عام 1912.

## التأثير
يستند الكثير من عمله على النمط الكلاسيكي لليونان وروما. في سيرة ذاتية له عام 1924، قام لويس سوليفان، أحد المهندسين المعماريين البارزين من مدرسة شيكاغو ولكن أحد الذين كانوا يتمتعون بعلاقات صعبة مع بورنهام على مدى فترة طويلة من الزمن، بانتقاد بورنهام لما اعتبره سوليفان افتقاره إلى التعبير الأصلي والاعتماد على الكلاسيكية. ذهب سوليفان إلى القول بأن «الأضرار التي أحدثها المعرض العالمي ستستمر لمدة نصف قرن من تاريخه، إن لم يكن أطول» - مع ارتفاع الشعور بالمرارة، كما أظهرت الشركات الأمريكية في أوائل القرن العشرين تفضيل قوي لأسلوب بورنهام المعماري على سوليفان.
ونقل عن بورنهام قوله «لا تضع خططا تذكر، فليس لها السحر لتحريك دم الرجال وربما هي نفسها لن يتم إدراكها». وقد اتخذ هذا الشعار لالتقاط جوهر روح بورنهام.
كان بورنهام، وهو رجل نفوذ، المهندس المعماري البارز في أمريكا في بداية القرن العشرين. شغل العديد من المناصب خلال حياته، بما في ذلك رئاسة المعهد الأمريكي للمهندسين المعماريين. بدأ مهندسون بارزون آخرون حياتهم المهنية تحت رعايته، مثل جوزيف و. مكارثي.

## الوفاة
في عام 1912، عندما توفي في هايدلبرغ، ألمانيا، كانت د.هـ. بورنهام وشركاه أكبر شركة معمارية في العالم. حتى المهندس المعماري الأسطوري فرانك لويد رايت، على الرغم من انتقاده القوي لتأثيرات بورنهام للفنون الجميلة في أوروبا، إلا أنه كان يعجب به كرجل، «(بورنهام) استخدم ببراعة الأساليب والرجال في عصره (بينما كان) محفز متحمس لشركات البناء الكبرى... شخصيته القوية كانت العليا». كانت الشركة التي خلفت ممارسة بورنهام هي غراهام، وأندرسون، وبروبست ووايت، والتي استمرت بشكل ما حتى عام 2006.
دفن بورنهام في مقبرة غراسيلاند في شيكاغو

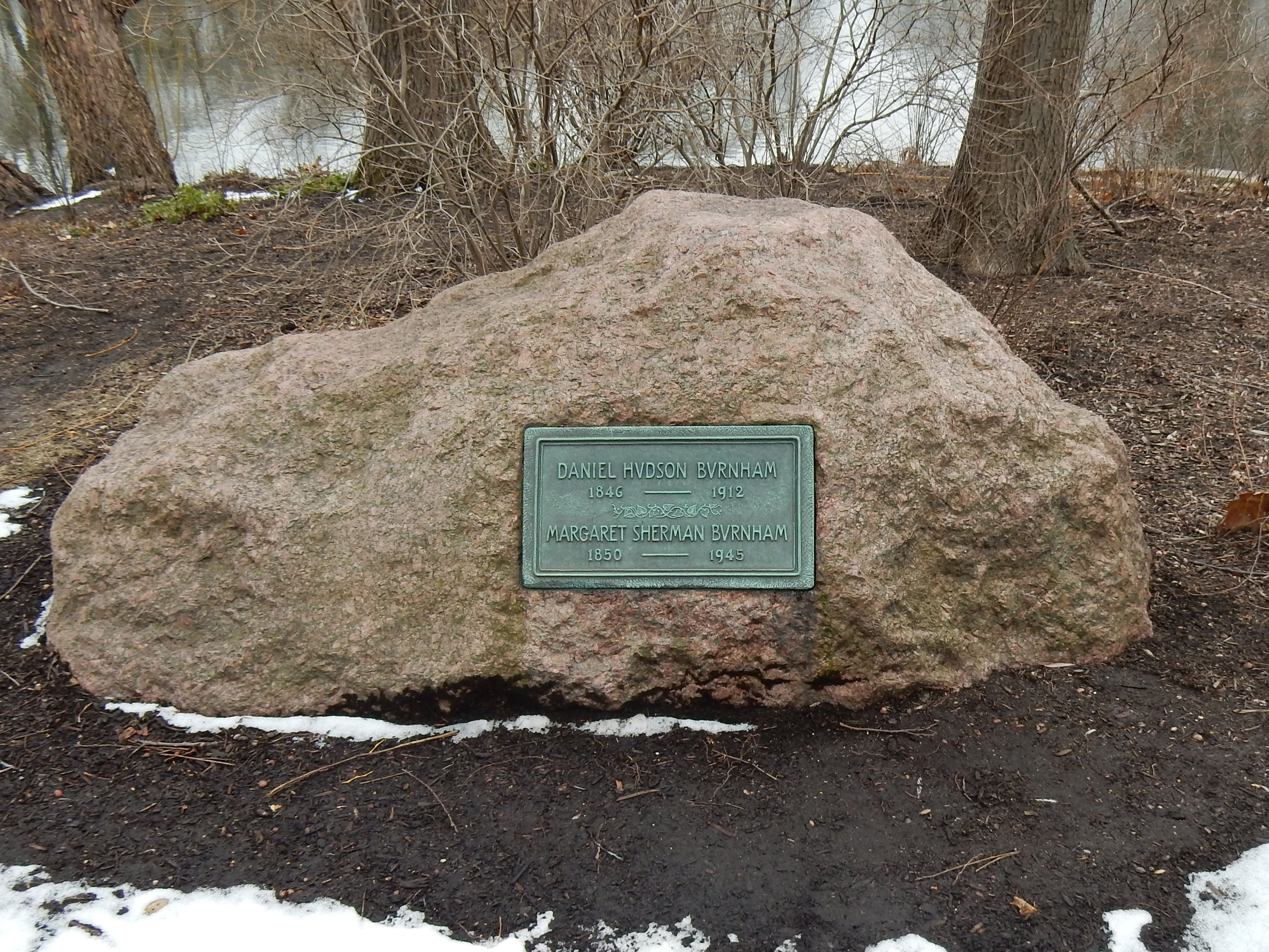
قبر دانيال بورنهام، مقبرة غريسلاند، شيكاغو

## النصب التذكارية
تم عمل العديد من الأشياء تخليداً لذكرى بورنهام، ومنها: بورنهام بارك ومحكمة دانيال بورنهام في شيكاغو، وبورنهام بارك في مدينة باجيو في الفلبين، ومحكمة دانيال بورنهام في سان فرانسيسكو (سابقا شارع هيملوك بين شارع فان نيس وفرانكلين ستريت)، وجائزة دانيال بورنهام السنوية للخطة الشاملة (التي تديرها جمعية التخطيط الأمريكية)، ومسابقة بورنهام التذكارية التي أقيمت في عام 2009 لإنشاء نصب تذكاري لبورنهام وخطة شيكاغو. مجموعة من أوراق بيرنهام الشخصية والمهنية، والصور، وغيرها من المواد المحفوظة تحتفظ بها مكتبات رييرسون وبورنهام في معهد شيكاغو للفنون

## اللجان البارزة

### الفلبين
- تخطيط مدينة مانيلا

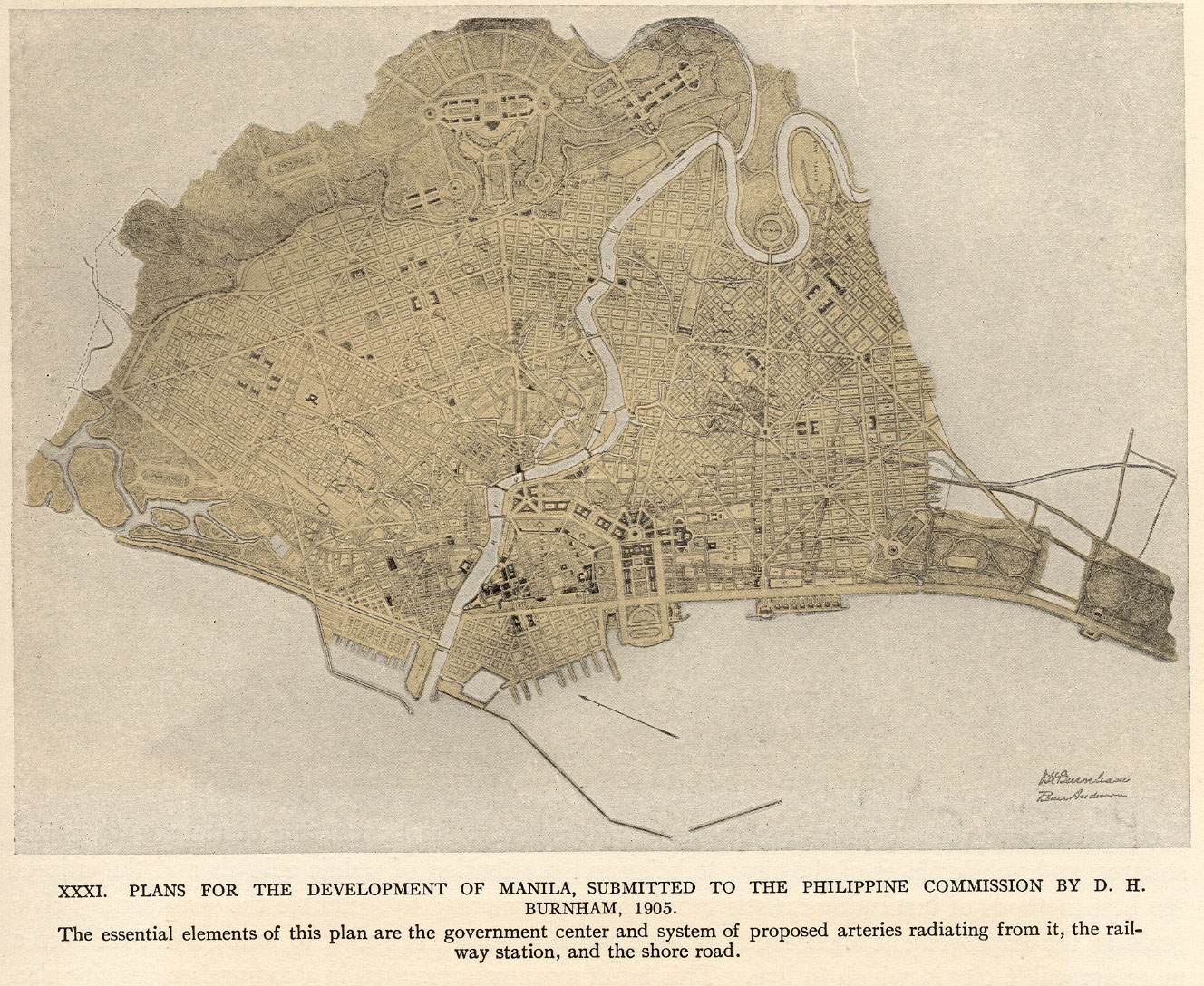
تخطيط بورنهام لمانيلا

- مبنى الكابيتول الإقليمي في باكولود، نيجروس أوكسيدنتال
- بانغاسينان مقاطعة الكابيتول

### شيكاغو
- الاتحاد الأسهم ساحة البوابة
- كينت البيت
- بناء المربى
- مستودع الأخوة بتلر (الآن مبنى غوغو)
- مبنى مونادنوك (النصف الشمالي)
- بناء الاعتماد
- مبنى فيشر
- مبنى هيورث
- حقل مارشال وبناء الشركة
- محطة الاتحاد
- بناء بويس، على السجل الوطني للأماكن التاريخية[20][21]

### دتريوت
- بناء الدايم
- مبنى فورد
- مبنى ماجستيك
- مبنى ديفيد ويتني

### بيتسبرغ
- مبنى اتحاد الثقة 1898 (337 الجادة الرابعة - ليس هيكل 1917 الذي يحمل نفس الاسم في شارع غرانت)
- محطة اتحاد بنسلفانيا 1900-1902
- مبنى فريك 1902
- متجر ماكريري (الآن مكاتب - 300 مبنى الجادة السادسة) 1904
- مبنى المرتفعات 1910 (121 هضبة جنوب المرتفعات)
- مبنى هنري دبليو أوليفر 1910

### واشنطن العاصمة

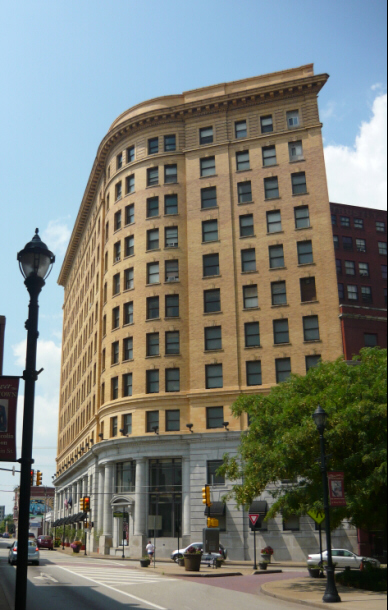
مبنى فاييت، يونيونتاون، بنسلفانيا

- محطة الاتحاد
- مبنى الساحة البريدية
- نافورة كولومبوس

### سينسيناتي
- المركز الرابع والجوز
- مبنى الاتحاد الادخار / بارتليت [22]

• مبنى ثلاثي الدولة
• مبنى البنك الوطني الرابع

### أخرى
- مبنى المكواة، مدينة نيويورك
- المركز المالي لبنك المواطنين، ويلكس بار، بنسلفانيا
- مبنى وياندوت، كولومبوس، أوهايو
- محطة اتحاد كولومبوس لعام 1897
- مكتبة جيلبرت م. سيمونز التذكارية، كينوشا، ويسكونسن.
- مبنى ساحة إليكوت، بوفالو، نيويورك
- محطة سكة حديد ريتشموند منطقة تاريخية ولاية بنسلفانيا محطة السكة الحديد، ريتشموند، إنديانا
- كليفلاند مول مع أرنولد برونر وجون كاريري، (1903)
- محطة الاتحاد، إل باسو، تكساس
- مبنى البنك الوطني الأول (الآن مبنى فاييت)، ونيونتاون، بنسلفانيا، (1902)
- جون واناماكر متجر (الآن ميسي)، فيلادلفيا
- جون واناماكر متجر، مدينة نيويورك
- متجر سلفريدج وشركاه، شارع أكسفورد، لندن
- متجر جيمبلز 1910، مدينة نيويورك
- متجر فيلين 1912، بوسطن
- محطة أركيد، تير هوت، إنديانا
- مبنى البنك الوطني الأول، ميلووكي، ويسكونسن
- دولوث المركز المدني المركز التاريخي، دولوث، مينيسوتا
- مبنى تبادل التجار (سان فرانسيسكو)
- مبنى ميلز 1892. الترميم والتوسع 1907-1909 (سان فرانسيسكو)
- بيرسونس قاعة العلوم، بيلويت، ويسكونسن
- عمال المناجم مبنى البنك الوطني - الآن مبنى بنك المواطنين، ويلكس بار، بنسلفانيا
- مبنى عنوان الأرض، فيلادلفيا، بنسلفانيا
- إل غرناطة، كاليفورنيا
- مبنى فليمينغ، دي موين، أيوا
- ستاركس بيلدينغ، لويسفيل، كنتاكي، (1912)
- 100 "تليسكوب، جبل ويلسون المرصد، كاليفورنيا، (1917)
- مبنى كونتيننتال تروست كومباني، بالتيمور، ميريلاند، (1901)، جنوب شرق الركن الجنوبي كالفرت وشوارع بالتيمور الشرقية، التي تضررت خلال العظمى بالتيمور النار من فبراير 1904، ولكن تفقد والهيكل الصلب مع البناء الخارجي وجدت الصوت وإعادة بناؤها في وقت لاحق الداخلية.
- يونيون ديبوت، كوكوك، إيوا (1891)[23]

## في الثقافة الشعبية
- «لا تضع خططا صغيرة - دانيال بورنهام والمدينة الأمريكية»[24] هو أول فيلم وثائقي طويل عن المهندس المعماري والمخطط المدني دانيال هدسون بورنهام، والذي أنتجته ورشة عمل أركيمديا. وتزامن التوزيع الوطني في عام 2009 مع الاحتفال بالذكرى المئوية لدانيال بورنهام وخطة إدوارد بينيت لعام 1909 لشيكاغو.
- الشيطان في المدينة البيضاء، وهو كتاب غير خيالي من قبل إيريك لارسون، يتشابك الحكايات الحقيقية لرجلين: إتش. إتش. هولمز، القاتل المسلسل المعروف بـ «فندقه القاتل» في شيكاغو، ودانييل بورنهام.
- في لعبة الأدوار «الجيوش غير المعروفة»، جيمس ك. ماكجوان، الملك الحقيقي لشيكاغو، ينقل عن دانيال بورنهام ويعتبره بمثابة المثل عن الماضي السحري والغامض لمدينة ويندي.
- في حلقة «ليجندادي» من العرض التلفزيوني «كيف قابلت أمكما»، يصف شخصية تيد، وهو أستاذ العمارة، بورنهام بأنه «حرباء معمارية».
- يحتفل بورنهام بمشروع الاستخدام المختلط في سان فرانسيسكو، وهو دانيال بورنهام كورت.